# Kantonsschule Schüpfheim
Die Kantonsschule Schüpfheim ist eine öffentliche Schule des Kantons Luzern in Schüpfheim (Schweiz).

## Angebote
An der Kantonsschule Schüpfheim wird ein Kurzzeitgymnasium angeboten. Es wird zwischen einem vier- und einem fünfjährigen Lehrgang unterschieden. Der vierjährige Lehrgang entspricht einem klassischen Stundenplan. Der um ein Jahr erweiterte Lehrgang ermöglicht die Förderung von Talenten. Der Talentbereich fokussiert sich auf die Bereiche Sport, Musik, Bildnerisches Gestalten, Sprache und Schauspiel. Beide Lehrgänge führen zur Matura.
Die Kantonsschule Schüpfheim bietet als Schwerpunktfächer Latein, Biologie und Chemie, Wirtschaft und Recht, Bildnerisches Gestalten sowie Musik an.
Seit 2012 führt die Kantonsschule Schüpfheim als Partnerin des Vereins Musical Plus im Rahmen der Talentbereiche Musik und Schauspiel grössere Musicalproduktionen mit überregionaler Ausstrahlung durch. Die Lernenden können dabei alle zwei Jahre bei einem Musical mitmachen - entweder im Orchester oder beim Schauspiel auf der Bühne.

## Geschichte
Die Kantonsschule Schüpfheim wurde im Jahr 1960 als Mittelschule Schüpfheim gegründet.
Vorausgegangen war der Gründung ein Beschluss des Grossen Rats des Kantons Luzern für eine Eröffnung einer Mittelschule im Amt Entlebuch. Der Beschluss ging auf eine Motion des damaligen Escholzmatter Grossrats Hans Stadelmann zurück. Im April 1960 startete im Dorfschulhaus der Vorkurs. Im September 1960 wurde die Schule eröffnet. Das Schulhaus an der Lädergass in Schüpfheim von Architekt Werner Jaray wurde im Juli 1963 eingeweiht. Im Jahr 1972 kaufte der Kanton Luzern das von der Bauherrin Gemeinde Schüpfheim erstellte Gebäude ab.
Im Jahr 2000 beschloss der Luzerner Regierungsrat den Ausbau der Kantonsschule Schüpfheim zur Maturitätsschule als Kurzzeitgymnasium. Zuvor mussten die Schülerinnen und Schüler die letzten Jahre bis zur Erlangung der Maturität ausserhalb des Standorts Schüpfheim verbringen.
Im Jahr 2004 schlossen die ersten Maturanden an der Kantonsschule Schüpfheim ab.
Im Jahr 2010 feierte die Schule das 50-Jahr-Jubiläum.